# Amtsgericht Pegnitz
Das Amtsgericht Pegnitz war ein von 1879 bis 1973 bestehendes bayerisches Gericht der ordentlichen Gerichtsbarkeit mit Sitz in Pegnitz.

## Geschichte
Ab 1840 bestand ein bayerisches Landgericht älterer Ordnung in Pegnitz. Anlässlich der Einführung des Gerichtsverfassungsgesetzes am 1. Oktober 1879 wandelte man es in das Amtsgericht Pegnitz um. Nächsthöhere Instanz war das Landgericht Bayreuth.
Im Jahre 1973 erfolgte die Aufhebung des Amtsgerichts Pegnitz. Die Gemeinden Bärnfels, Behringersmühle, Bieberbach, Geschwand, Gößweinstein, Kleingesee, Leutzdorf, Moggast, Morschreuth, Obertrubach, Stadelhofen, Unterailsfeld, Wichsenstein und Wolfsberg wurden dem Amtsgericht Forchheim, Höfen dem Amtsgericht Hersbruck und Pegnitz sowie alle übrigen Gemeinden dem Amtsgericht Bayreuth zugeordnet.